# Tee Higgins
Tamaurice Higgins (Oak Ridge, Tennessee, 18 de enero de 1999) más conocido como Tee Higgins, es un jugador profesional estadounidense de fútbol americano que se desempeña en la posición de wide receiver en Cincinnati Bengals, equipo de la National Football League (NFL).

## Carrera
Fue seleccionado en la segunda ronda en la Reunión Anual de Selección de Jugadores de la NFL de 2020. Hizo su debut profesional con el equipo Cincinnati Bengals, donde lleva jugando cuatro temporadas.